# Defensienota 2022

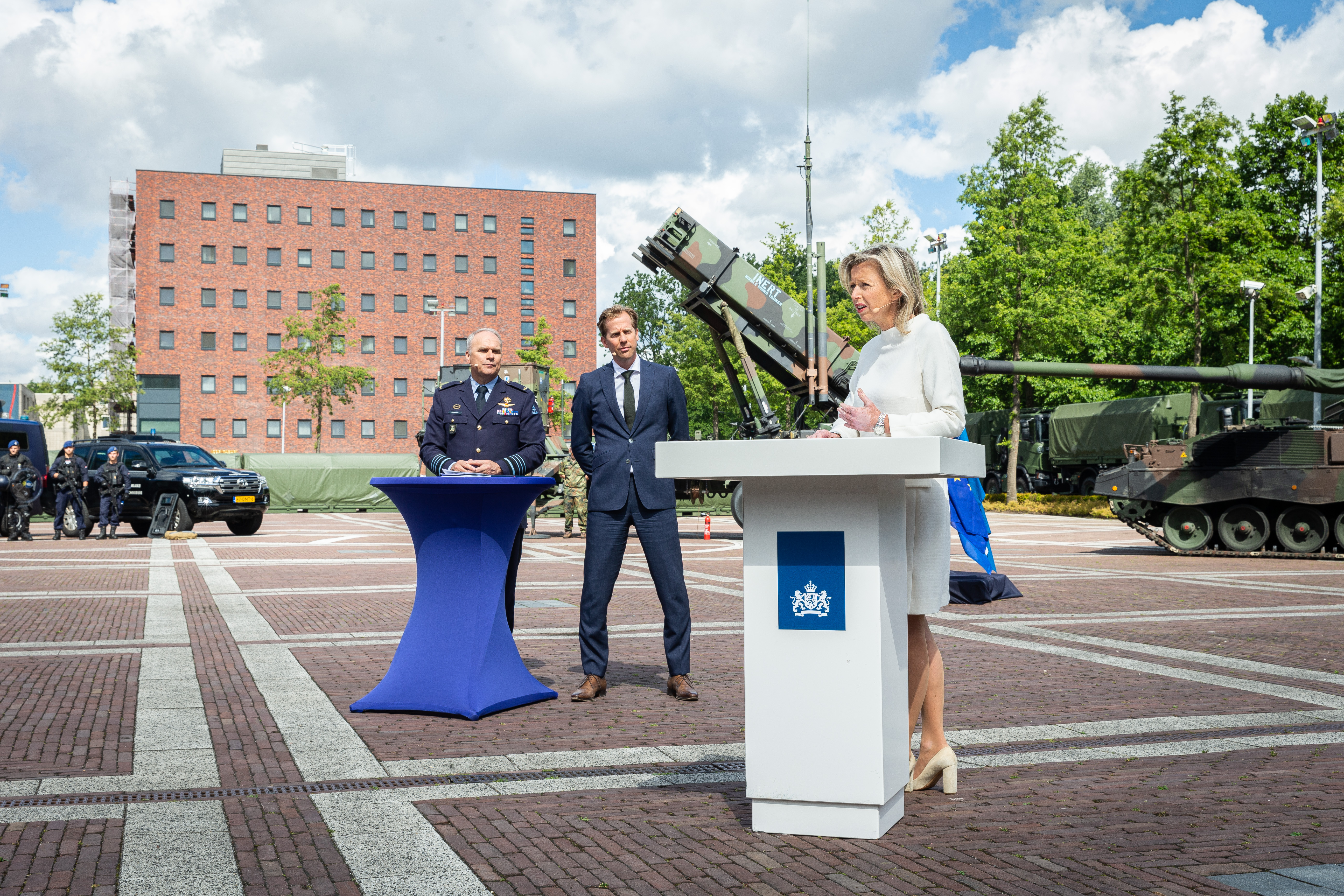
V.l.n.r.: Commandant der Strijdkrachten generaal Onno Eichelsheim, staatssecretaris Christophe van der Maat en minister Kajsa Ollongren tijdens de presentatie van de Defensienota 2022 op de Van Ghentkazerne, 1 juni 2022.

De Defensienota 2022 is het belangrijkste beleidsstuk van het kabinet-Rutte IV op het gebied van defensie. De nota is gepubliceerd onder de verantwoordelijkheid van de minister van Defensie Kajsa Ollongren en staatssecretaris van Defensie Christophe van der Maat, en draagt de titel Sterker Nederland, veiliger Europa: Investeren in een sterke NAVO en EU. Mede door de Russische invasie van Oekraïne in 2022 omvat de Defensienota 2022 de grootste investering in de Nederlandse krijgsmacht sinds de Koude Oorlog; tussen 2022 en 2025 wordt €14,8 miljard extra geïnvesteerd, bovenop eerder aangekondigde investeringen, waarmee de NAVO-norm van 2% van het bbp behaald wordt.

## Krijgsmachtbreed
Een overzicht van de voornaamste krijgsmachtbrede ontwikkelingen in de Defensienota:
- De gereedheid en inzetbaarheid van personeel en materieel wordt verbeterd.
- Munitie, geneeskundige goederen, brandstof, voeding, reserveonderdelen en andere inzetvoorraden worden versneld aangevuld en verhoogd om sneller en indien nodig langdurig te kunnen optreden.
- De arbeidsvoorwaarden van het defensiepersoneel worden verbeterd.
- Er wordt een nieuw loongebouw en HR-model ingevoerd.
- Het vastgoed van Defensie wordt waar mogelijk geconcentreerd, verduurzaamd en vernieuwd.

## Koninklijke Marine
Een overzicht van de voornaamste ontwikkelingen bij de Koninklijke Marine:
- De marine vergroot de slagkracht met de introductie van kruisvluchtwapens voor onderzeeboten en fregatten (Deep Precision Strike maritiem), mogelijk Tomahawk-kruisvluchtwapens.
- De luchtverdedigingscapaciteit wordt uitgebreid met de introductie van een wapensysteem voor de onderschepping van ballistische raketten (Ballistic Missile Defence, BMD).
- Tien hulpvaartuigen (torpedowerkschip Zr.Ms Mercuur, Caribisch ondersteuningsvaartuig Zr.Ms. Pelikaan, de hydrografische opnemingsvaartuigen, duikvaartuigen en marineopleidingsvaartuig  van Kinsbergen) worden vervangen door acht nieuwe schepen.
- De amfibische transportschepen (Zr.Ms. Rotterdam en Zr.Ms. Johan de Witt) en de vier patrouilleschepen van de Hollandklasse worden vervangen door één type schip, dat geschikt is voor amfibische operaties, maritieme patrouilletaken en noodhulp.
- Ter zelfbescherming van de schepen wordt een anti-torpedo torpedo verworven.
- Het Korps Mariniers krijgt de beschikking over zelfstandige langeafstandsvuursteun vanaf schepen, landingsvaartuigen en op onbemande systemen.
- De marinierseenheden krijgen de beschikking over eigen gevechtssteun en tactische luchtverdediging en worden opgewerkt tot special operations capable voor de ondersteuning van speciale operaties.
- De Netherlands Maritime Special Operations Forces (NLMARSOF) krijgen meer personeel en nieuw materieel.

## Koninklijke Landmacht
Een overzicht van de voornaamste ontwikkelingen bij de Koninklijke Landmacht:
- 43 Gemechaniseerde Brigade, 13 Lichte Brigade, 11 Luchtmobiele Brigade en het Korps Commandotroepen worden ondergebracht in nieuw op te richten commands. 43 Gemechaniseerde Brigade in het Heavy Infantry Command en 13 Lichte Brigade in het Medium Infantry Command. 11 Luchtmobiele Brigade en het Korps Commandotroepen integreren in het SOF/Rapid Reaction Command.
- De ondersteuning van het Duits-Nederlandse 414 Tankbataljon wordt versterkt, voornamelijk op het gebied van commandovoering, geneeskundige en logistieke ondersteuning.
- Er worden 10 extra Pantserhouwitser 2000NL uit de reservevoorraad gehaald en in gebruik genomen.
- Op korte termijn worden raketartillerie-systemen aangeschaft, waarmee zal worden samengewerkt met Duitsland.
- De huidige capaciteit voor grondgebonden lucht- en raketverdediging wordt versterkt, het Defensie Grondgebonden Luchtverdedigingscommando breidt uit met een tweede luchtverdedigingsbatterij.

## Koninklijke Luchtmacht
Een overzicht van de voornaamste ontwikkelingen bij de Koninklijke Luchtmacht:
- De F-35 Lightning II luchtvloot wordt uitgebreid met zes toestellen, van 46 naar 52, waarmee een volledig derde squadron kan worden gevuld.
- Voor de F-35 worden nieuwe langeafstands- en precisiewapens aangeschaft (Deep Precision Strike lucht) waarmee strategische doelen zoals geïntegreerde luchtverdedigingssystemen kunnen worden aangegrepen.
- Er worden vier extra MQ-9 Reaper onbemande vliegtuigen aangeschaft waarmee de totale vloot op acht toestellen uitkomt. Bovendien worden de Reapers bewapend en worden er elektronische en maritieme interceptiesystemen aangeschaft voor de vliegtuigen.
- 300 Squadron gaat zich verder toespitsen op het ondersteunen van speciale operaties.
- Er wordt geïnvesteerd in moderne elektronische zelfbescherming voor alle helikoptertypen. De capaciteit van de gevechts- en transporthelikopters wordt aangepast aan de nieuwe eisen van het land- en maritieme optreden.
- De vier C-130 Hercules-transportvliegtuigen worden vervangen, de nieuw te verwerven tactische luchttransportcapaciteit wordt met een extra vliegtuig uitgebreid.

## Koninklijke Marechaussee
Een overzicht van de voornaamste ontwikkelingen bij de Koninklijke Marechaussee:
- De marechaussee wordt uitgebreid met een Combat Support-eskadron dat gespecialiseerd is in de militaire politietaken in het hoogste geweldsspectrum, zoals detentie en onderzoek naar vermeende oorlogsmisdrijven in het inzetgebied.
- De marechaussee formeert een multifunctioneel eskadron ter ondersteuning van de civiele gezagsdragers en het Military Mobility Plan.

## NLD SOCOM
Een overzicht van de voornaamste ontwikkelingen bij het Netherlands Special Operations Command:
- Het Netherlands Special Operations Command (NLD SOCOM) wordt verder uitgebreid. De Nederlandse special operations forces (SOF) worden versterkt met betere inlichtingen, explosievenopruiming, genie, medische ondersteuning, vuursteun en logistiek.
- Een bataljon van 11 Luchtmobiele Brigade (12 Infanteriebataljon Regiment van Heutsz) wordt omgevormd naar een SOF-supporteenheid.
- Uit elementen van het KCT en NLMARSOF wordt een gemeenschappelijke Early Forward Presence-eenheid opgericht ter bevordering van de informatiepositie en handelingsmogelijkheden in potentiële inzetgebieden en overige gebieden waar de Staat (veiligheids)belangen heeft.
- Het 300 Squadron van de Koninklijke Luchtmacht, uitgerust met de Cougar-helikopter, wordt omgevormd tot een SOF Air Rotary Wing die volledig is toegerust om speciale operaties te ondersteunen. De Cougar wordt op termijn vervangen door een nieuw te verwerven Medium Utility Helicopter.